# Romanoa
Romanoa é um género botânico pertencente à família Euphorbiaceae.

## Sinonímia
- Anabaena A.Juss.
- Anabaenella Pax & K.Hoffm.

## Espécie
Romanoa tamnoides (A.Juss.) A.Radcliffe Smith

## Nome e referências
Romanoa Trevis.